# Doppelter Überhandknoten
Der Doppelte Überhandknoten ist ein kräftiger und größerer Stopperknoten, als der „einfache“ Überhandknoten. In Form des Schnürknotens wird er als Bindeknoten benutzt.

## Name und Geschichte
Laut Ashley wird der doppelte Überhandknoten als Blood knot (Blutknoten) bezeichnet, wenn er an einer neunschwänzigen Katze oder einer Ochsenpeitsche benutzt wird. Burges nennt den Namen „Blutknoten“ stattdessen anstelle des mehrfachen Überhandknoten.

## Anwendung
Der Doppelte Überhandknoten ist ein Knoten mit verschiedenen Verwendungsmöglichkeiten. Als Stopperknoten ist er kräftiger als der Einfache Überhandknoten. Er wird von Seglern eingesetzt, wenn mehr Last auf dem Seilende liegt. In die Enden von Schnürbändern und Leinen geknüpft, schützt dieser Knoten vor dem Ausfransen. Er kann aber auch für dünne Garne verwendet werden, um ein Durchrutschen durch den Stoff zu verhindern. Als Bindeknoten dient er dazu, um Gegenstände zusammen und zuzubinden, beispielsweise wird er um die Öffnung eines Sackes geschlungen. Als Bindeknoten wird er Schnürknoten oder auch Würgeknoten (ABoK #1239) genannt und hat eine andere Knüpftechnik. Zum Namen Blutknoten siehe Abschnitt "Name und Geschichte".

## Knüpfen

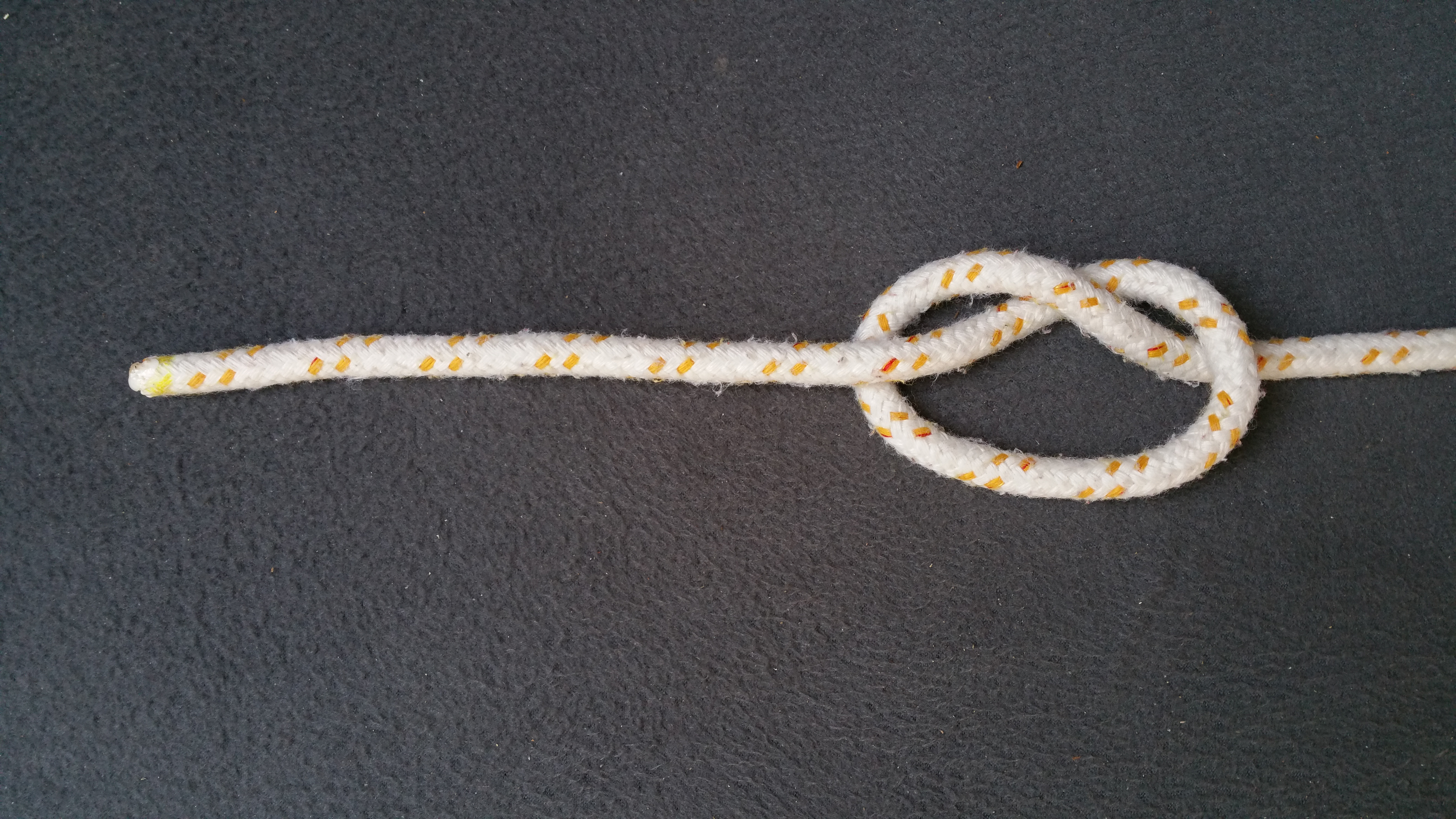
Zuerst bindet man einen Überhandknoten, indem das Ende um die eigene stehende Part gewunden wird.
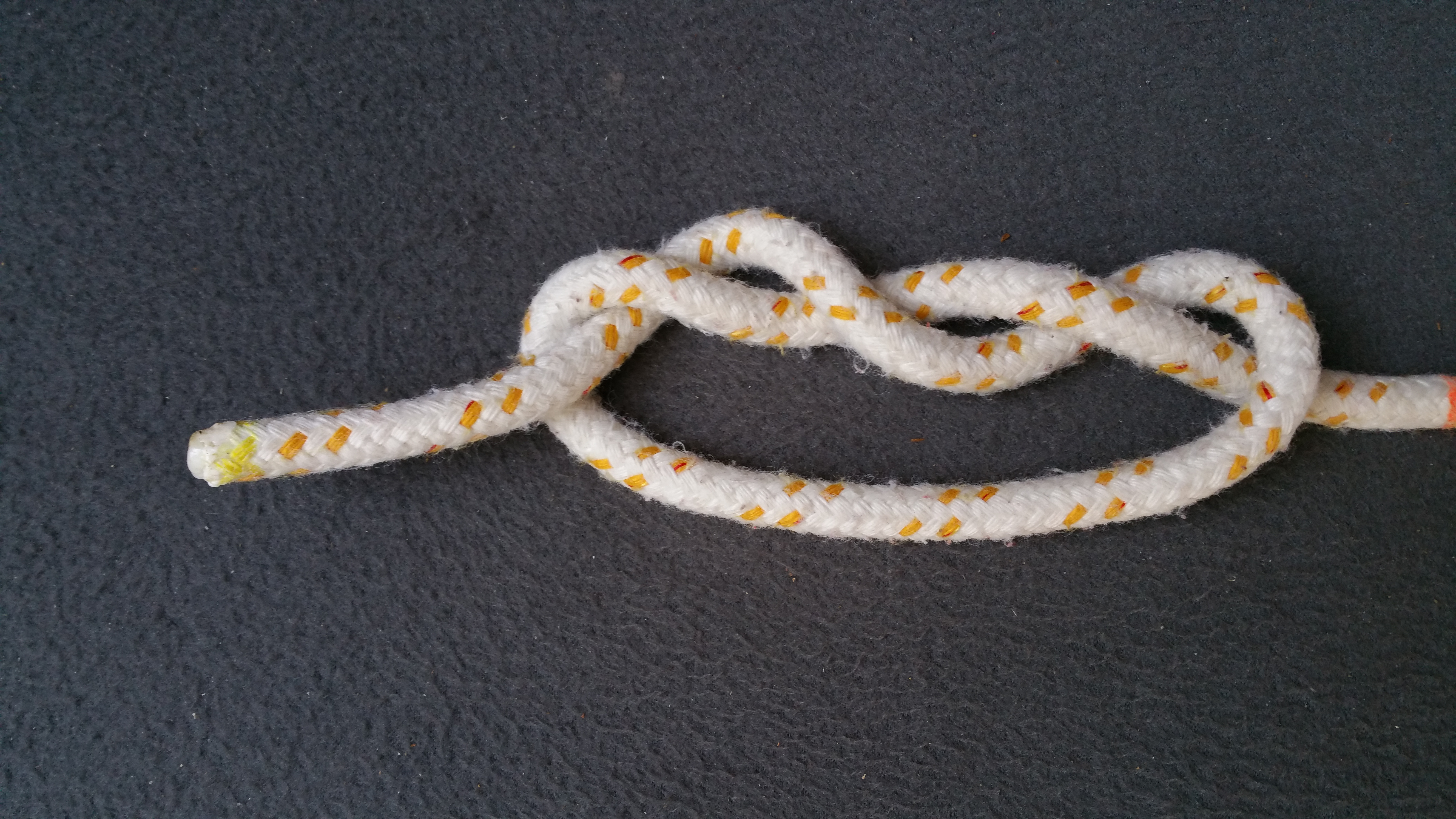
Das lose Ende wird noch einmal durch das Auge gelegt.
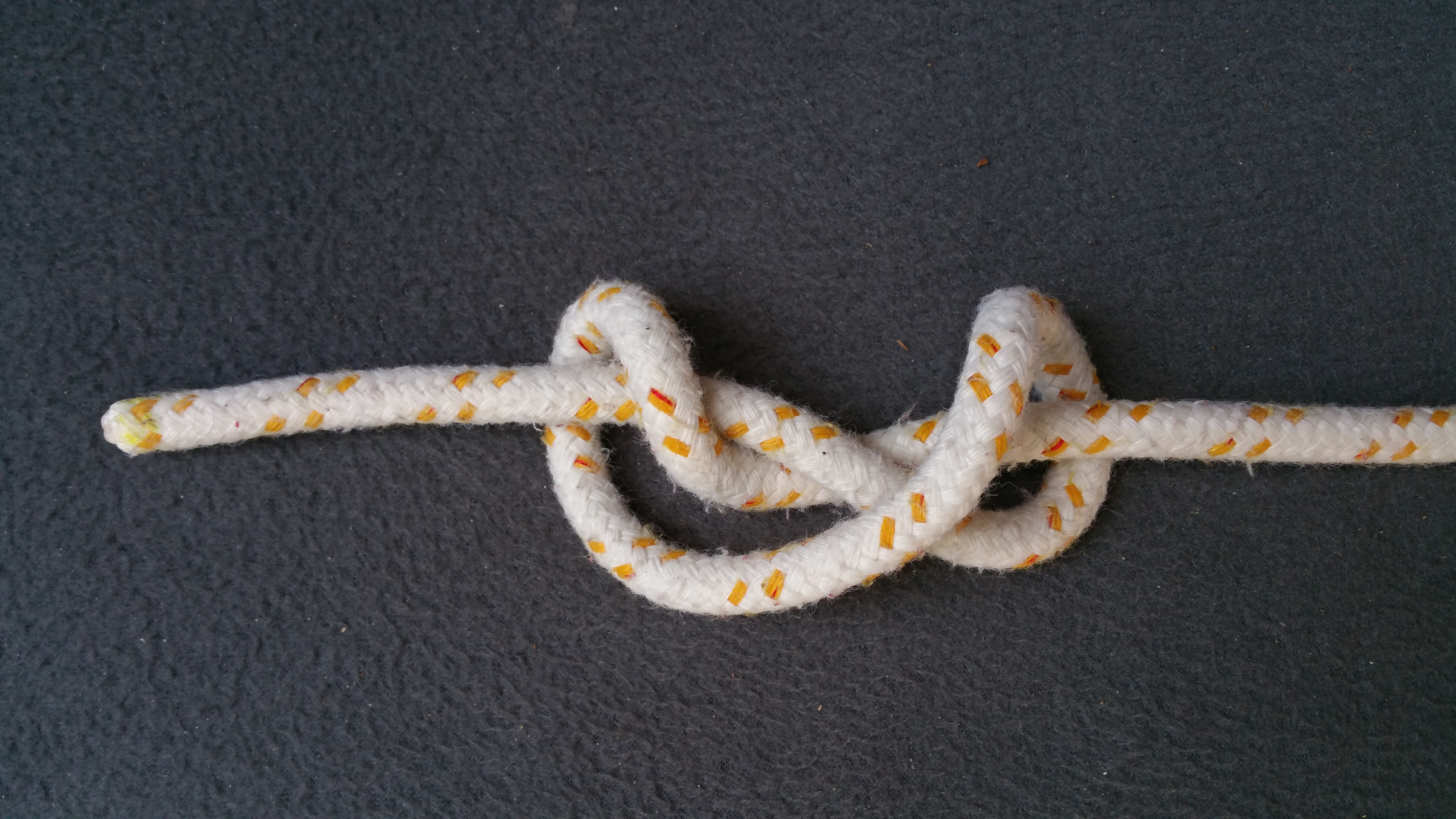
Man zieht leicht an beiden Enden des Seiles oder Fadens, der Knoten dreht sich beim Zuziehen um sich selbst.
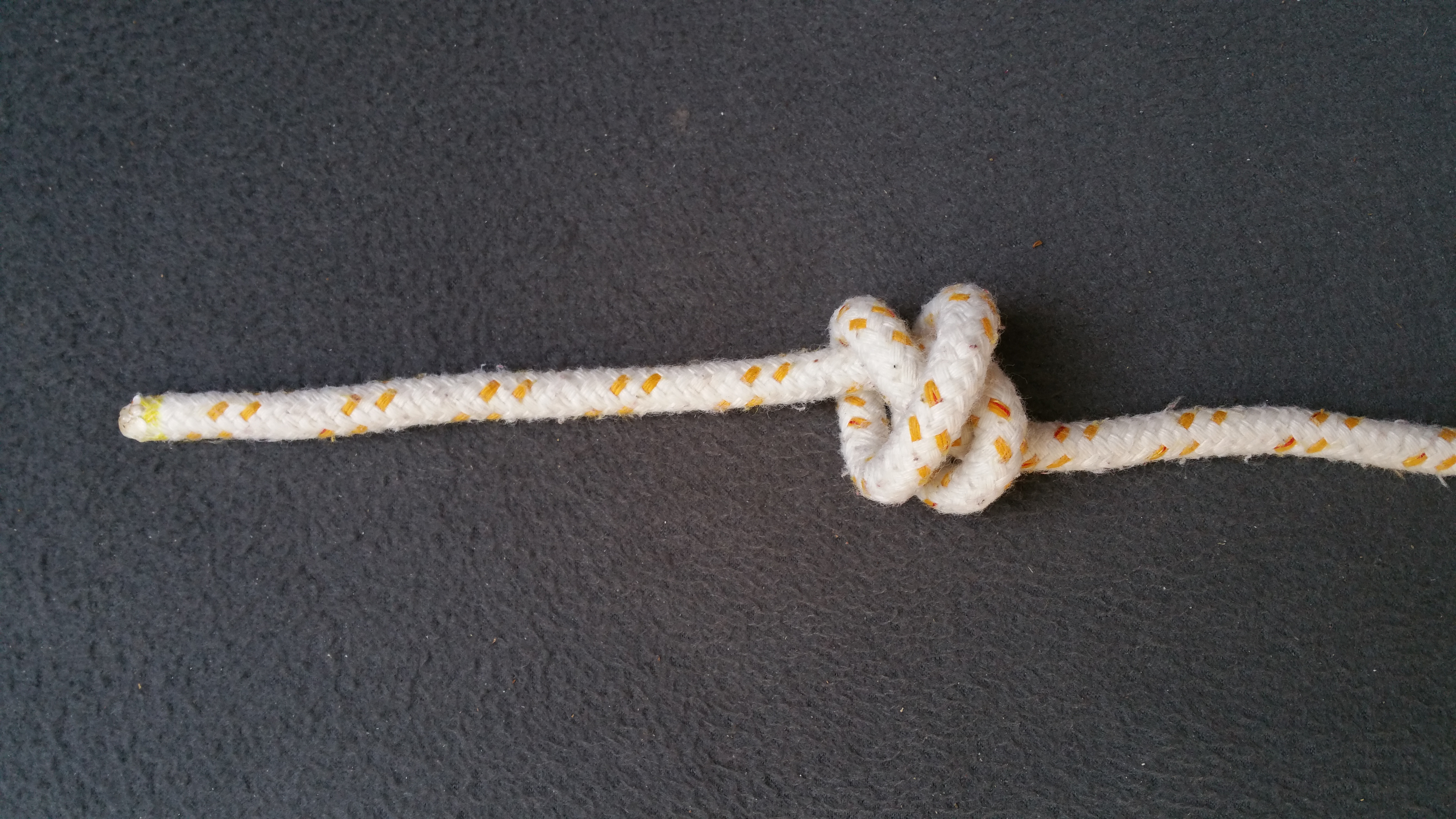
Den Knoten an beiden Tampen (Enden) festziehen und dabei die äußeren Törns nach innen drücken.
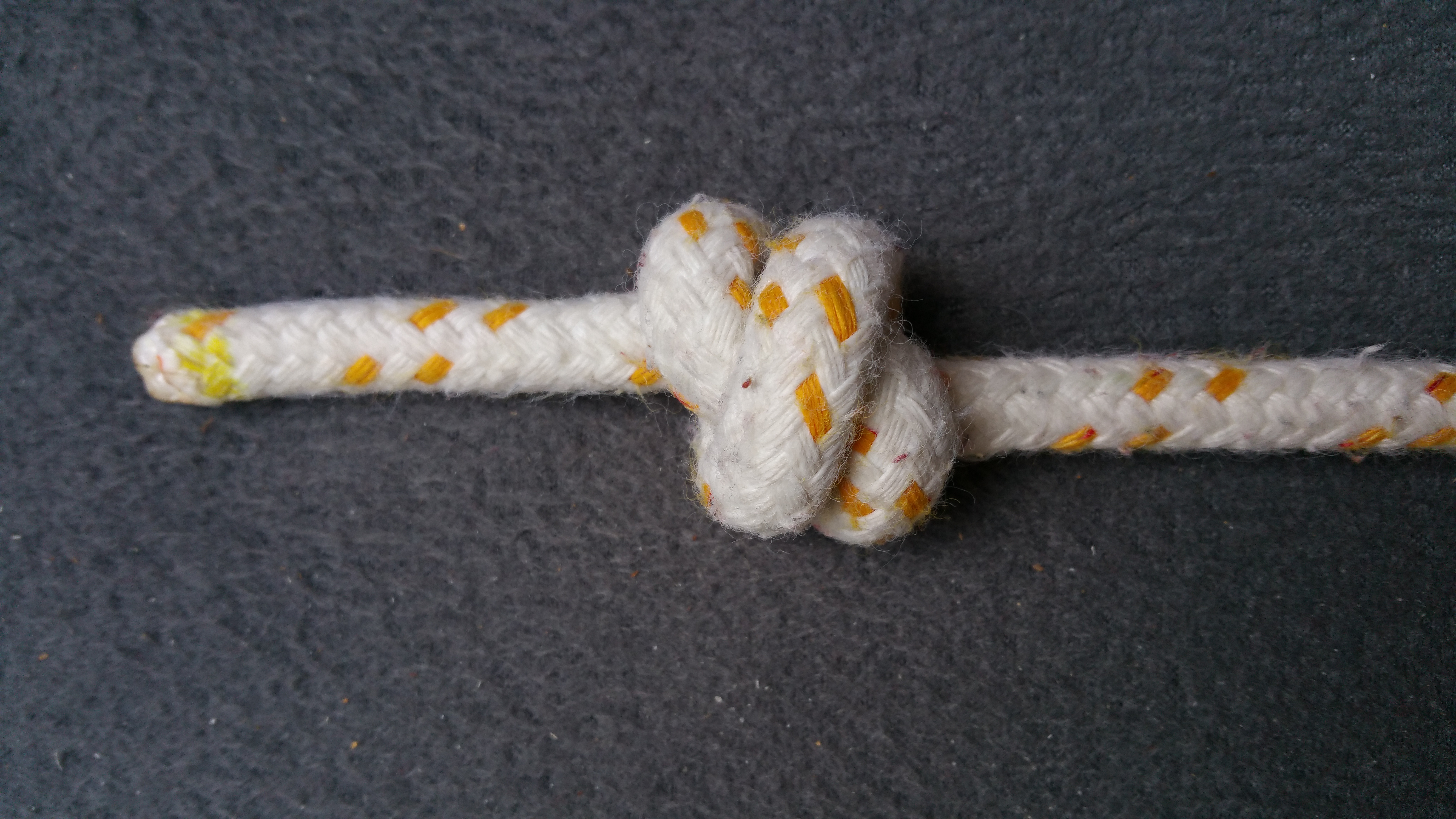
Dann den Knoten fest zuziehen.

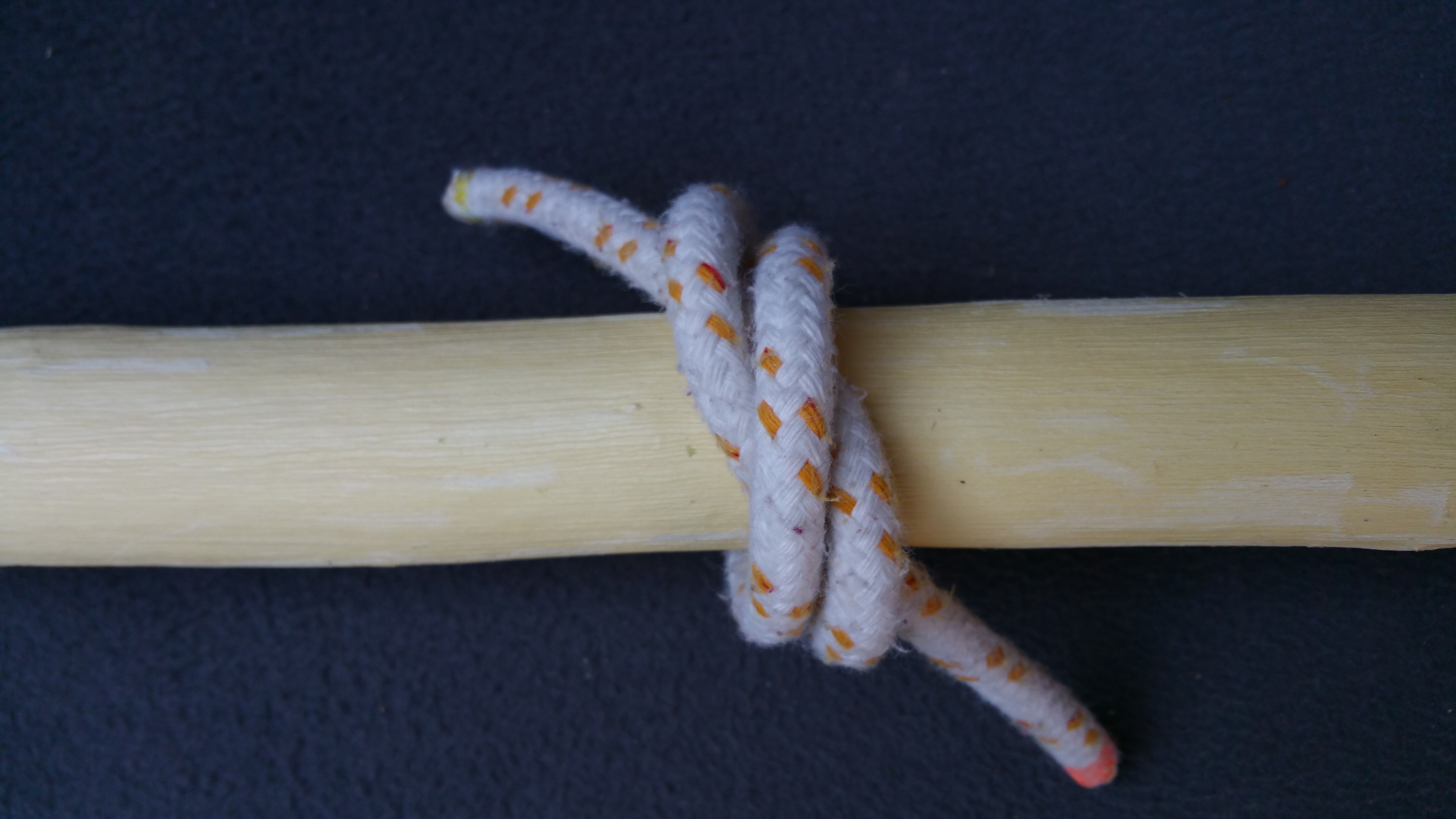
Schnürknoten

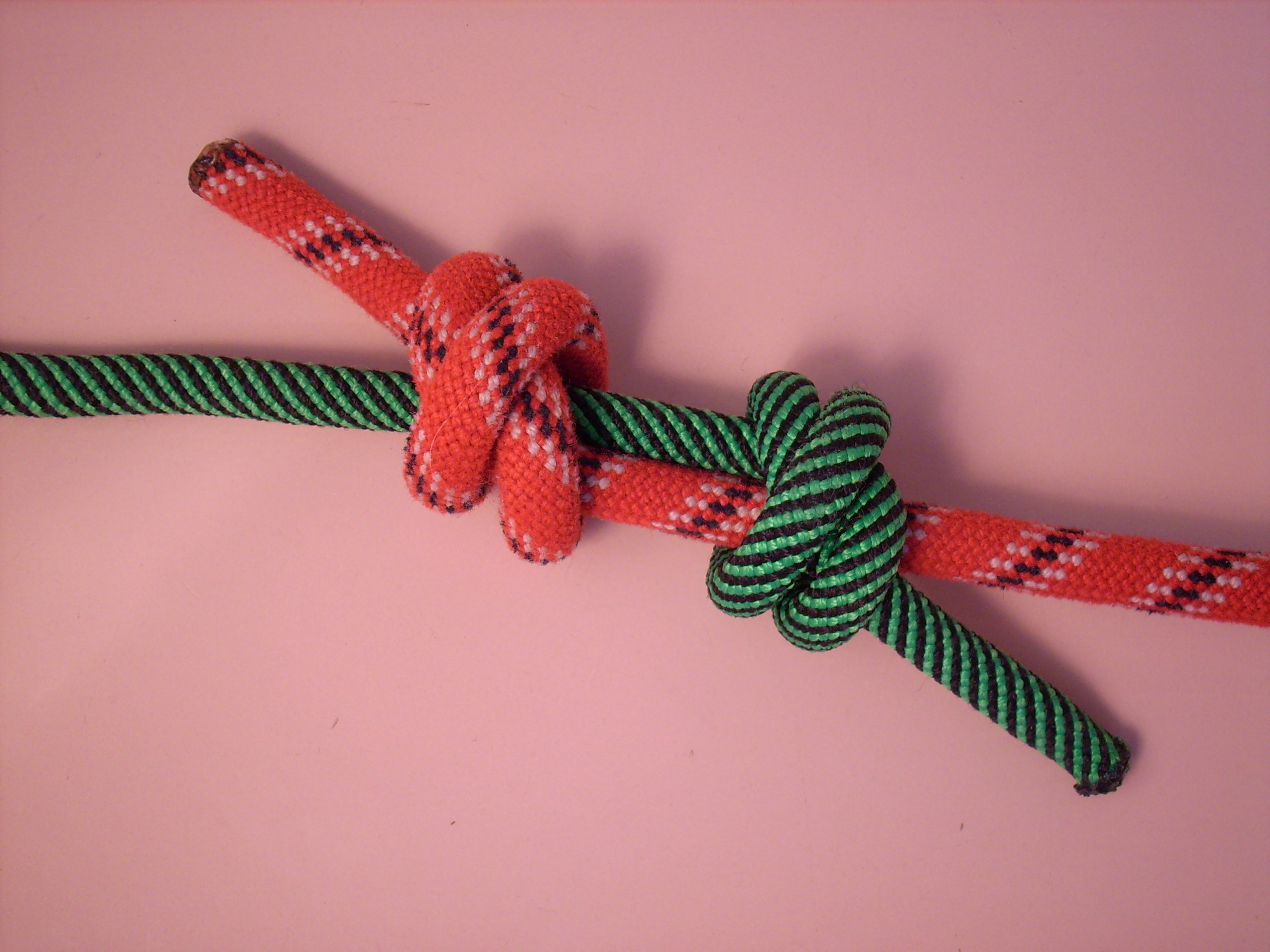
Doppelter Spierenstich

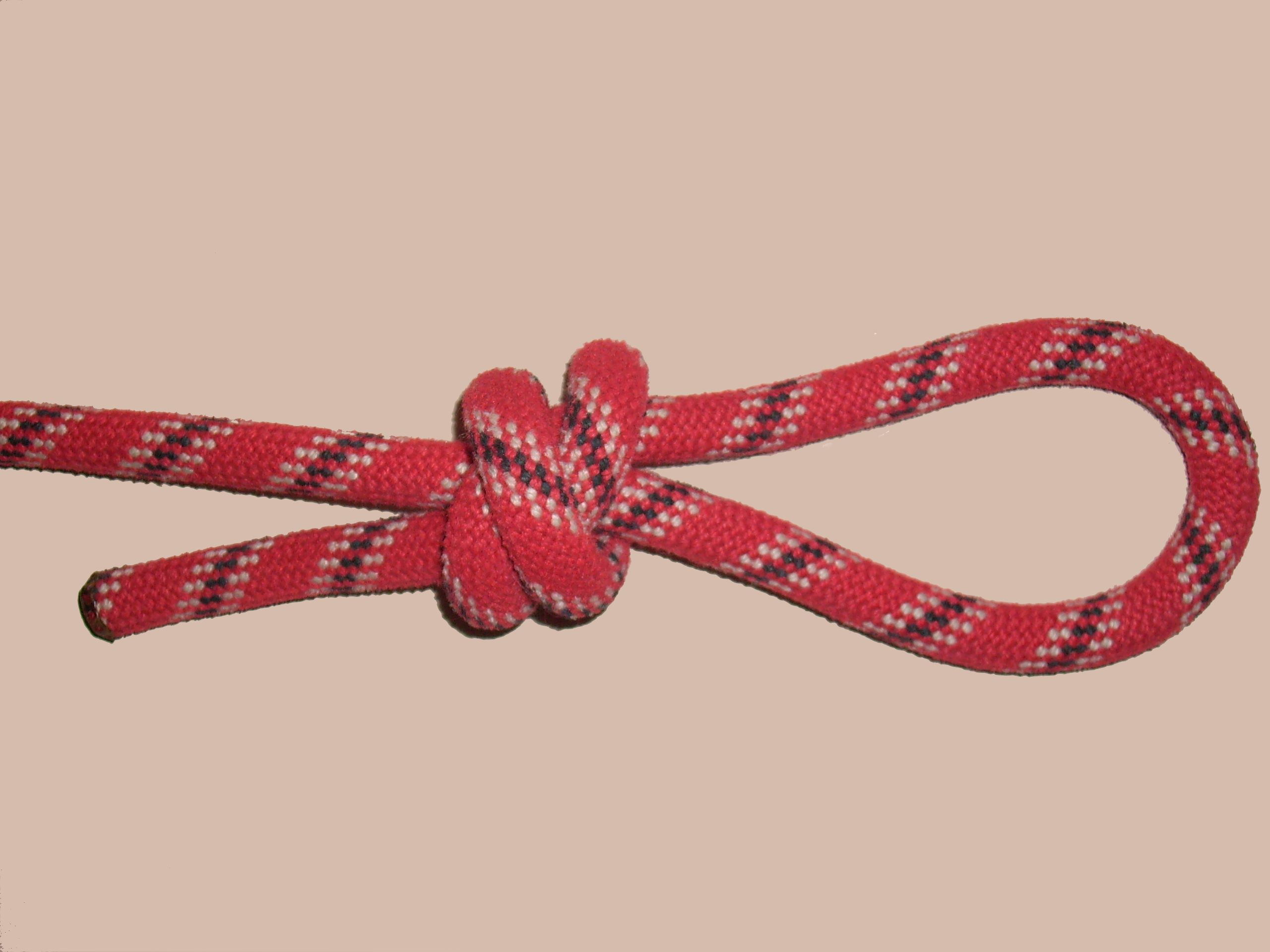
Der Höhlenknoten

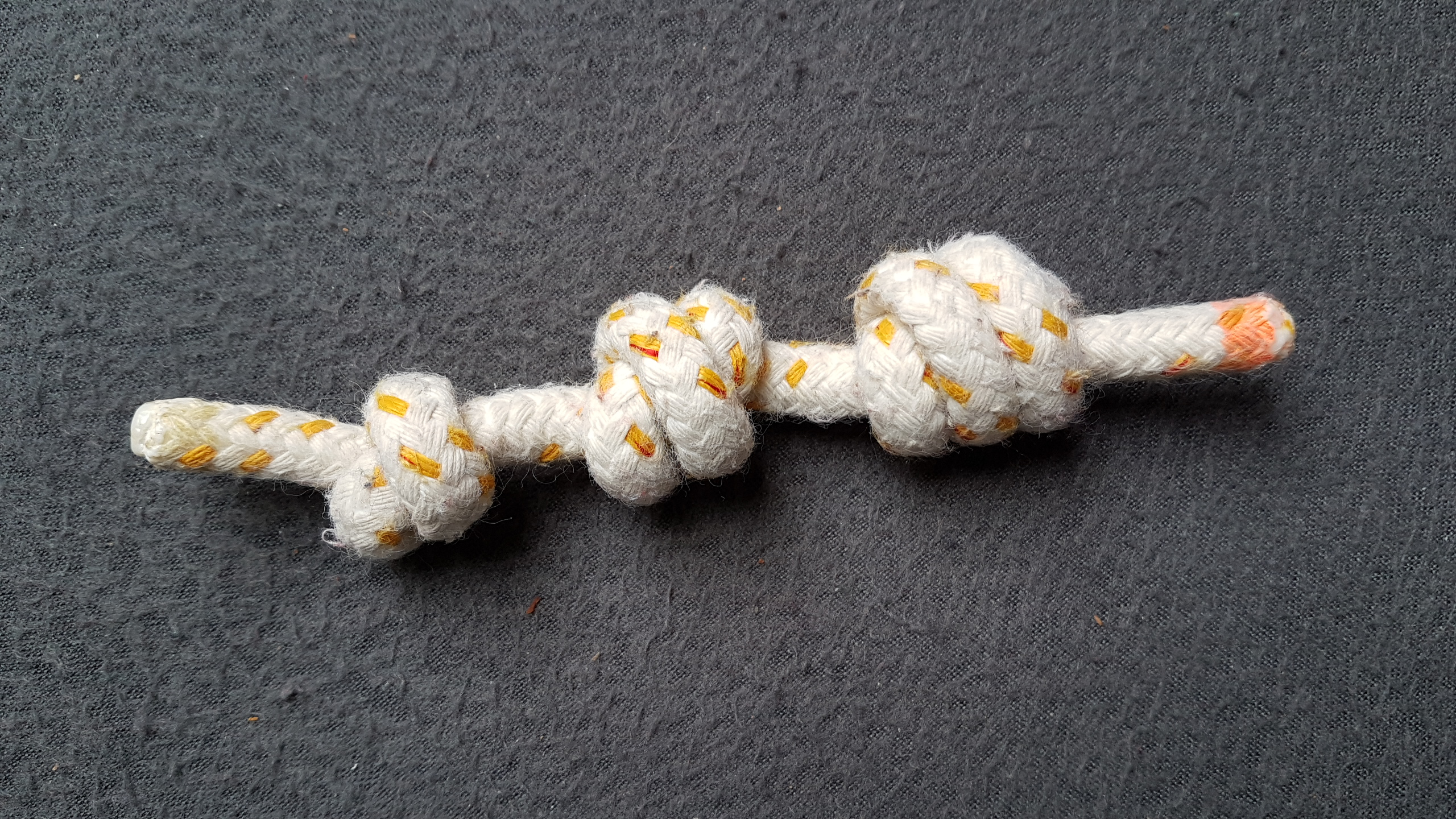
Überhandknoten, Doppelter Überhandknoten, Dreifacher Überhandknoten (Franziskanerknoten)

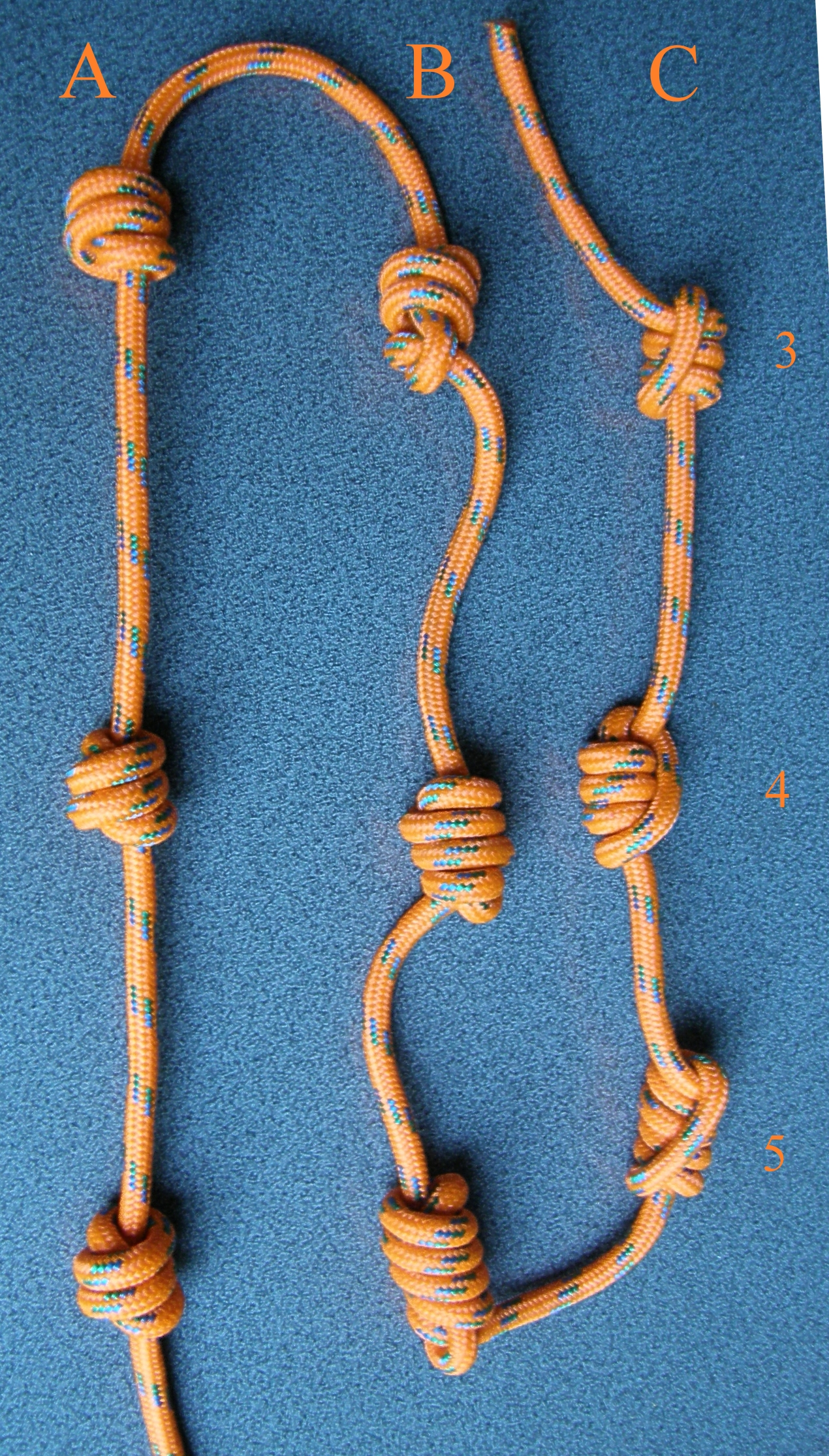
Drei unterschiedliche Techniken
A = Franziskanerknoten (Knoten liegen parallel in Reihe)
B = Wurfknoten mit 3, 4, und 5-er Törns
C = Mehrfacher Überhandknoten (nach Quipu die Zahl 3,4,5)

## Alternativen
- Der Achtknoten ist größer und liegt mittig in der Leine. Er lässt sich auch nach starker Belastung wieder lösen.
- Mit dem Ashley-Stopperknoten erhält man einen noch größeren Stopperknoten

## Abwandlungen
- Der Schnürknoten (Würgeknoten) nach ABoK #1239 dient zum Verschnüren eines Sackes oder als Festmacher an einer Stange.
- Verbindet man jeweils zwei Seilenden mit einem Schnürknoten, erhält man den Doppelten Spierenstich.
- Beim Höhlenknoten wird der Schnürknoten um die stehende Part gelegt.
- Gesichert mit einem einfachen Überhandknoten entsteht der Chirurgenknoten.
- Fügt man weitere Knotenwindungen hinzu, erhält man je nach Anzahl einen dreifachen, vierfachen Überhandknoten, ... einen Mehrfachen Überhandknoten.
- Mit weiteren Knotenwindungen und einer anderen Machart benutzen die Franziskaner den Franziskanerknoten an ihrem Zingulum der Mönchstracht.
- Mit weiteren Knotenwindungen entsteht ein leichter Wurfknoten.